# 雙色擬花鮨
雙色擬花鮨，又稱雙色擬花鱸，為輻鰭魚綱鱸形目鱸亞目鮨科的其中一種，分布於印度太平洋區，從模里西斯至夏威夷群島、萊恩群島，北起琉球群島，南迄加羅林群島海域，棲息深度5-68公尺，體長可達13公分，生活在珊瑚礁、潟湖，為底棲性魚類，成小群活動，屬肉食性，可作為觀賞魚。
种名 bicolor 意为“二色的”。